# Orectogyrus walterrossii
Orectogyrus walterrossii is een keversoort uit de familie van schrijvertjes (Gyrinidae). De wetenschappelijke naam van de soort is voor het eerst geldig gepubliceerd in 1986 door Franciscolo & Sanfilippo.